# جيرارد جرينان
جيرارد جرينان هو سياسي كندي، ولد في 1950 في تشارلوت تاون في كندا. حزبياً، نشط في الحزب الليبرالي في جزيرة الأمير إدوارد ‏.